# 奧巴赫河 (哈瑟爾巴赫河支流)
47°46′18″N 11°27′21″E / 47.77163°N 11.45590°E

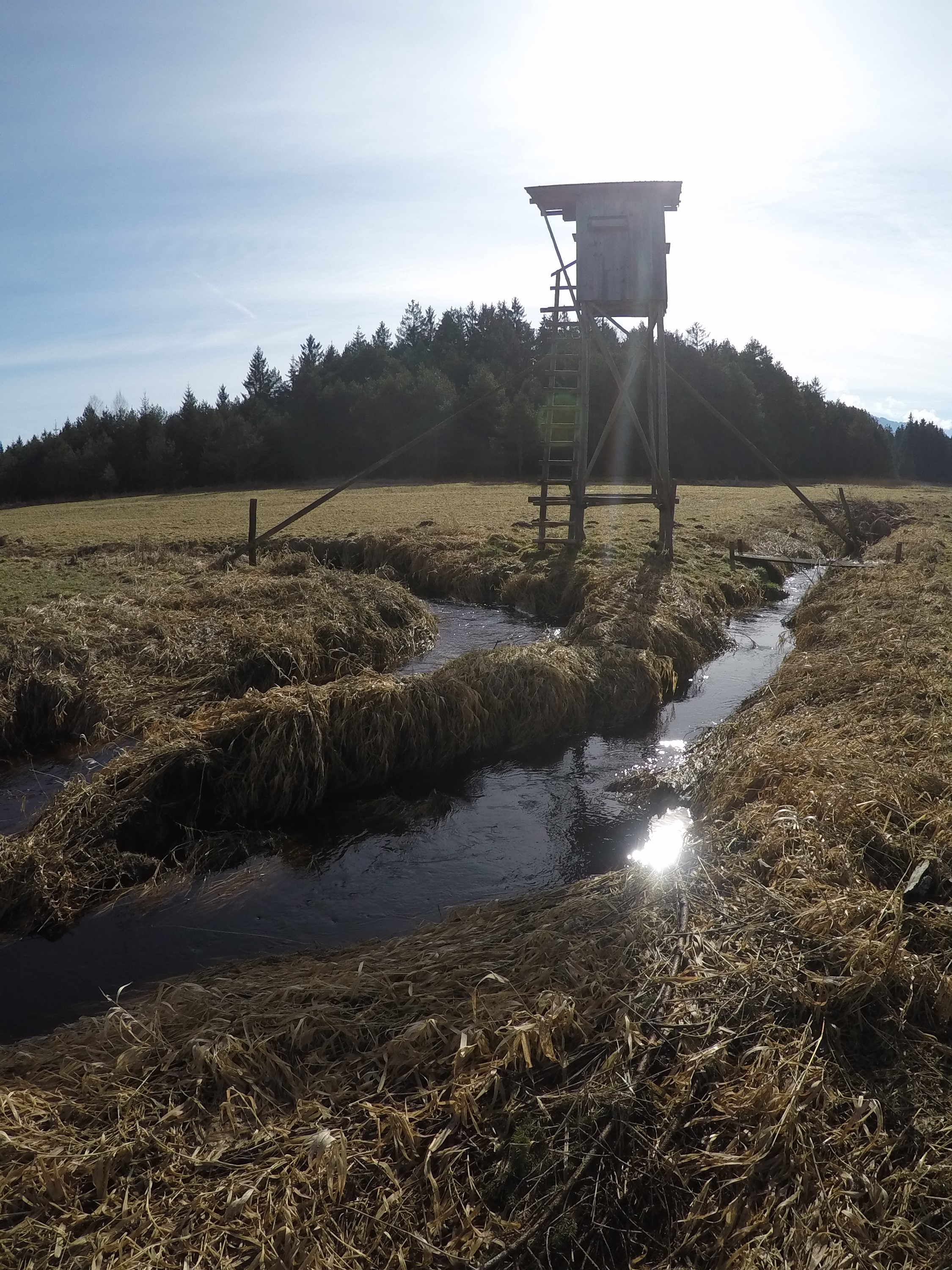

奧巴赫河（德語：Auer Bach），是德國的河流，位於該國東南部，由巴伐利亞負責管轄，屬於哈瑟爾巴赫河的支流，流經巴特特爾茨-沃爾夫拉茨豪森縣，河道全長4公里。